# Piz Val Gronda (Samnaungruppe)
Der Piz Val Gronda ([ˌpitsvɐlˈgrɔndɐ]ⓘ, auch Piz da Val Gronda) ist ein 2812 m ü. A. hoher Berg in der Samnaungruppe im Grenzverlauf zwischen Graubünden und Tirol.

## Lage und Umgebung
Der Piz Val Gronda liegt westlich der Vesilspitze (rätoromanisch: Piz Rots, 3097 m ü. M.) über dem Fimbatal, einem Seitental des Paznauns. Im Süden liegt das Val Sinestra, ein Seitental des Engadins. Über den Gipfel verläuft die Grenze zwischen den Gemeinden Ischgl (Bundesland Tirol, Österreich) und Scuol (Kanton Graubünden, Schweiz). Bis Ende 2014 gehörte die Südseite zur politischen Gemeinde Sent. Auf dem etwas östlich gelegenen Übergang Fuorcla Val Gronda (2750 m), der das Fimbatal mit dem Val Sinestra verbindet, treffen die Gemeinden Ischgl, Scuol und Valsot (bis Ende 2012 Gemeinde Ramosch) aufeinander. Hier ist auch das Quellgebiet der Brancla, einem linken Nebenfluss des Inns.

## Stützpunkte und Wege
Im Fimbatal liegt auf Schweizer Gebiet die Heidelberger Hütte, der wichtigste Stützpunkt bei der Besteigung des Berges. Von hier ist der Gipfel in etwa zwei Stunden zu erreichen. Ein markierter Weg führt zur Scharte Furcla Fenga Pitschna, von dort wird der Gipfel von Südwesten weglos erreicht. Alternativ kann der Weg weiter zur knapp südöstlich des Gipfels gelegenen Fuorcla da Val Gronda (2752 m) begangen werden, anschließend wird weglos über den Südostgrat aufgestiegen. Von Osten ist die Fuorcla da Val Gronda auf markiertem Weg in etwa einer Stunde vom Zeblasjoch (2539 m) aus zu erreichen.
Der Piz Val Gronda ist auch ein beliebtes Skitourenziel, wobei häufig die Heidelberger Hütte als Ausgangspunkt dient.

## Erschließungspläne
Der Berg ist Zankapfel zwischen dem Betreiber der Silvretta Arena in Ischgl, der erstmals bereits im Jahre 1976 Planungen veröffentlichte, die eine Erschließung des Piz Val Gronda durch das Vesiltal und damit den Anschluss an das Skigebiet Ischgl vorgesehen hatten, und der Silvretta Allianz, einem Zusammenschluss der hüttenbetreibenden Sektion Heidelberg, sowie DAV, SAC, ÖAV und der Internationalen Alpenschutzkommission CIPRA, die seit damals versucht, das Projekt zu verhindern.
Während die Silvretta Seilbahn AG immer wieder neue Anträge für den Bau einer solchen Seilbahn an die zuständige Tiroler Landesregierung herantrug, die allesamt nicht genehmigt wurden, ist es der Silvretta Allianz nicht gelungen, das Projekt nachhaltig zu unterbinden. So ist etwa der Versuch einer Einrichtung einer Ruhezone südlich der Gampenbahn, hin zur österreichisch-schweizerischen Grenze und räumlich darüber hinaus, am Widerstand der Anrainergemeinden gescheitert.

## Erschließung

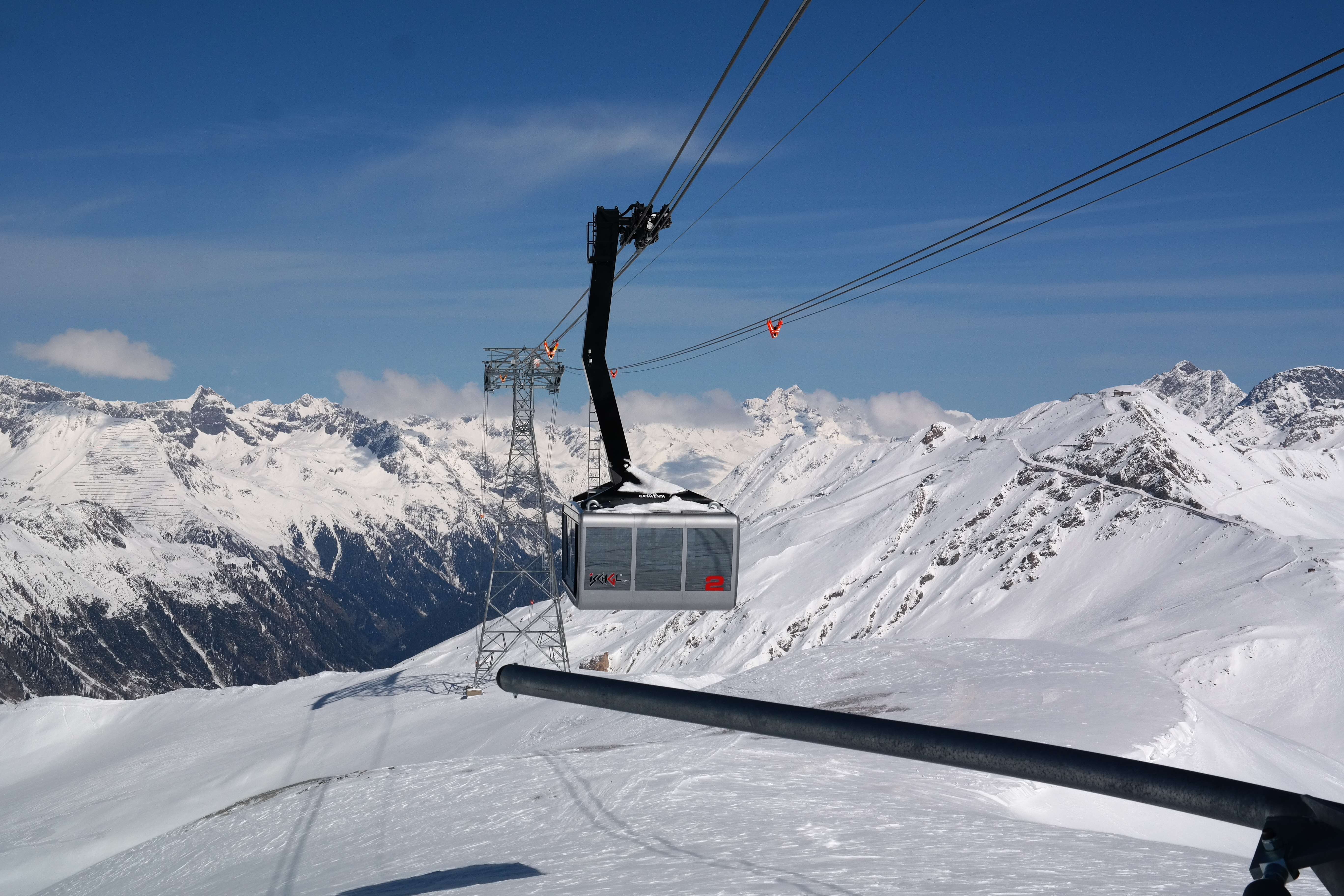
Piz Val Gronda-Seilbahn

2012 wurde ein neuer Antrag der Seilbahnen Ischgl genehmigt. Dieser sieht die Erschließung unter anderem mit einer stützenärmeren Seilbahn und eine andere Trassierung der Abfahrt sowie den Verzicht auf Lawinenverbauungen vor. Die Gegner des Projektes sorgten dafür, dass der Fall inzwischen auf Europäischer Ebene verhandelt wird.
Die Anlage, eine 2452 Meter lange Pendelbahn auf nur zwei Stützen mit zwei 150 Personen fassenden Kabinen, wurde am 20. Dezember 2013 in Betrieb genommen.